# Гела (персонажка)
Гела, також Хела (англ. Hela, [ˈhɛlə]) — вигадана суперлиходійка, що з'являлася в американських коміксах видавництва Marvel Comics. Вона заснована на богині Гель з германо-скандинавської міфології. Вперше персонажка була адаптована Стеном Лі та Джеком Кірбі в коміксі «Journey into Mystery» #102. Гела — асґардійська богиня смерті, яка служить правителькою Гельгейму та Ніфльгейму. Гела зазвичай зображується як супротивник супергероя Тора.
Гела, асґардійська богиня смерті, править двома з дев'яти царств: Гельгеймом, країною мертвих, і Ніфльгеймом, країною вічного льоду. Простим дотиком вона може спричинити загибель богів, але мета Гели — отримати душі асів, а також їхніх послідовників.
Вона відома своїм ревнивим гнівом, жагою до правління Вальгаллою та вічним пошуком душ Тора та Одіна. Хоча, оскільки вона має владу і над життям, вона може бути прощаючою, коли йдеться про справи серця та особисту жертовність, відновлюючи душі, коли це зігріває темні куточки її серця — або коли це допомагає перемогти своїх суперників.
Гела дебютувала в кіно у фільмі кіновсесвіту Marvel «Тор: Раґнарок» (2017), яку зіграла Кейт Бланшетт.

## Історія публікації
Суперлиходійка була адаптована з норвезьких міфів Стеном Лі та Джеком Кірбі й вперше з'явилася в коміксі «Journey into Mystery» #102 (березень 1964).

## Вигадана біографія

### Раннє життя
Гела — дитина бога лиха Локі та велетиці Анґрбоди. Обличчя Гели змарніле і зотліле, бо вона містичним чином народилася напівмертвою, але носить плащ, який приховує цю недосконалість, і в ньому вона здається прекрасною жінкою. У цьому плащі міститься велика частина її сили — так само як Мйольнір уособлює божественність Тора.

### Королева Гелу
За переказами, три асґардійські богині долі, Норни, попередили асів про те, що Гела стане для них великою небезпекою. Одін, правитель Асґарду, постановив, що в день свого повноліття Гела стане богинею й володаркою духів померлих. Ці духи перебували в потойбічних царствах Гель і Ніфльгейм, ще двох з Дев'яти світів, обома з яких правила Гела. Однак сам Одін безпосередньо керував душами асів та їхніх людинопоклонників, які загинули в бою як герої та наказав побудувати у віддаленому куточку Асґарду палац Вальгаллу для їхнього розміщення.

### Друга світова війна
Під час Другої світової війни свідомість Гели контролювали нацисти й вона була змушена воювати з Нападниками (команда супергероїв).

### Тор
З давніх-давен Гела прагнула підпорядкувати собі якомога більше душ асів, а особливо жадала володіти душами Одіна та його сина Тора, але під час їхньої першої зустрічі, коли Тор запропонував своє життя в обмін на життя леді Сіф, яка була полонянкою Гели, богиня була вражена благородством юного бога грому і відпустила їх обох.
Коли Гарокін помер, аси приготували його тіло, щоб його забрав Жеребець Долі. Всі вони зібралися, щоб дочекатися прибуття Гели, яка має супроводжувати його до Вальгалли.
Коли здавалося, що Тор був убитий Руйнівником, його тіло відвідала Гела, яка прийшла забрати його душу. Однак, перш ніж вона змогла торкнутися Тора своїм смертельним дотиком, його ще живе тіло спроєктувало астральний образ, який залишився її рукою. Потім він повернув своє тіло, щоб перемогти Руйнівника.
Коли леді Сіф була поранена в бою, її та Тора відвідала Гела, яка прийшла забрати Сіф до Вальгалли. Тор відмовився дозволити Гелі забрати свою кохану, а коли Гела спробувала заманити Тора приєднатися до воїнів мертвих у Вальгаллі, він відмовився, навіть коли його покликав приєднатися до них його давній ворог Гарокін. Отримавши відмову, Гела пішла, залишивши Тора обмірковувати ситуацію.